# ديفيد كاستيلا
ديفيد كاستيلا (بالفرنسية: David Castilla)‏ هو لاعب كرة قدم فرنسي، ولد في 6 يوليو 1977. لعب مع نادي آير يونايتد ونادي بوفيه ونادي كريتيل ونادي نانت ونادي نيس.

## وصلات خارجية
- ديفيد كاستيلا على موقع رابطة كرة القدم الفرنسية للمحترفين (الإنجليزية)
- ديفيد كاستيلا على موقع قاعدة بيانات كرة القدم.إي يو (الإنجليزية)